# Max Leichter
Max Leichter (ur. 20 kwietnia 1920 we Frankfurcie nad Menem, zm. 11 lutego 1981 tamże) – niemiecki i zachodnioniemiecki zapaśnik walczący w obu stylach. Olimpijczyk z Helsinek 1952, gdzie zajął dziewiąte miejsce w stylu klasycznym i ósme w stylu wolnym. Walczył w kategorii do 87 kg.
Brązowy medalista mistrzostw świata w 1951; piąty w 1954; ósmy w 1953 roku.
Mistrz Niemiec w 1950 i 1953; drugi w 1940; trzeci w 1951, w stylu wolnym. Mistrz w stylu klasycznym w 1939, 1948, 1949; drugi w 1940 i 1950; trzeci w 1952 roku.

## Letnie Igrzyska Olimpijskie 1952
| Konkurencja          | Rundy eliminacyjne        | Rundy eliminacyjne     | Klas. końcowa |
| Konkurencja          | Przeciwnik I              | Przeciwnik II          | Miejsce       |
| -------------------- | ------------------------- | ---------------------- | ------------- |
| 87 kg styl klasyczny | Szalwa Czichladze (SUN) P | Kelpo Gröndahl (FIN) P | 9.            |

| Konkurencja      | Rundy eliminacyjne     | Rundy eliminacyjne | Rundy eliminacyjne    | Klas. końcowa |
| Konkurencja      | Przeciwnik I           | Przeciwnik II      | Przeciwnik III        | Miejsce       |
| ---------------- | ---------------------- | ------------------ | --------------------- | ------------- |
| 87 kg styl wolny | Paavo Sepponen (FIN) Z | Adil Atan (TUR) P  | August Englas (SUN) P | 8.            |